# 毕晓普维尔 (南卡罗来纳州)
毕晓普维尔（英語：Bishopville）是美国南卡罗来纳州下属的一座城市。城市类型是“City”。其面积大约为2.37平方英里（6.14平方公里）。根据2010年美国人口普查，该市有人口3,471人，人口密度约为每平方 英里1,465.18人（约合每平方公里565.73人）。